# Isze úrhölgy
Isze úrhölgy (伊勢; Hepburn: Isezaki; 877? – 938) japán udvarhölgy és vaka-költő a Heian-korban.
Valódi neve nem ismert, Isze annak a tartománynak a neve, ahol az apja, Fudzsivara no Cugikage kormányzó volt – erről kapta nevét a költőnő, amikor udvari szolgálatba állt. Apján kívül nagybátyja és unokafivére is klasszikus kínai műveltségre tett szert, utóbbiak a korabeli főváros, Heiankjó egyetemének rektorai voltak, ebben a környezetben tehát Isze is éppúgy magába szívhatta a tudományt, a kínai és japán költészet ismeretét, mint később hasonló körülmények között Muraszaki Sikibu.
Úgy tudni, 892 körül lett Onsi császárnénak, Uda császár (uralkodott 887–897) feleségének udvarhölgye, s az utókor azt is feljegyezte róla, hogy kivételesen tehetséges zenész volt, vagyis értett a különféle húros hangszerek, lantok (biva), citerák (koto) kezeléséhez, és hasonlóképpen páratlan volt a szépsége is. Hírek szerint viszonyt folytatott a császárral, később pedig Uda negyedik fiának, Acujosi hercegnek lett az ágyasa – tőle született a lánya, Nakacukasza, aki utóbb maga is jeles költővé vált. Állítólag a császárnak is szült egy gyermeket, aki azonban hamarosan meghalt: e ténynél fogva szokás Isze no mijaszudokoro (伊 勢 の 御 息 所) néven is emlegetni őt (a Gendzsi szerelmeiből tudható, hogy ez a titulus járt azoknak a nőknek, akik ágyasként vagy hitvesként gyermeket szültek a trónörökösnek vagy az uralkodónak). Isze úrhölgy a harminchat költőgéniusz (szandzsúrokkaszen) egyike, és Ono no Komacsival együtt a 9–10. század legnagyobb költőnőjének számít. A klasszikus japán költészet első nagy császári antológiájának, a Kokinsúnak az összeállítói 22 versét tartották méltónak a szerepeltetésre, 70 versét pedig a második gyűjtemény, a Goszensú tartalmazza. Saját kötete Iszesúként ismert, ennek 483 vakája között azonban hozzá írottak is találhatók.
Muraszaki Sikibu olyan fontosnak érezte Isze művészetét, hogy egyik versét teljes terjedelmében idézi regényében, a Harmadik könyv lezárásaképp (noha másutt általában csak egy-két szóval utal a nagy elődök akkoriban egyébként is kötelezően ismert költeményeire):
Kabóca harmatos szárnya belevész a lombba.

Köntösöm ujja könnyes, rejtegetem.

Ugyancsak utalás történik a regény egyik fordulópontján Isze úrhölgy gyászversére, amelyet Onsi császárné halálára írt:
Legyen e jajszavakból fonal, hogy összekössön,

és fűzd fel rá gyöngyökként könnyeimet.